# Pont Svatopluk Čech
Le pont Svatopluk Čech ou pont Čech (Most Svatopluka Čecha ou Čechův most en tchèque) est un pont en arc franchissant la Vltava à Prague, en République tchèque.

## Histoire et description
La construction du pont a débuté en 1905 et s'est achevée en 1908. Sa longueur est de 169 m (l'un des plus courts de Prague) et sa largeur est de 16 m.
Le pont relie les quartiers de Prague Holešovice et de la Vieille Ville (Staré Město). Il est construit en pierre (piliers) et en fer (les arcs).
Le style Art Nouveau des sculptures est dû aux sculpteurs Klusáček, Wurzel, Popp et Amort.

## Nom
Le pont porte le nom de l'écrivain tchèque Svatopluk Čech (1846-1908), récemment décédé à l'époque. Au cours de l'occupation des terres tchèques par les Nazis, le nom du pont a été changé (1940-45) en Pont Mendel (Mendelův most), du nom de Gregor Mendel (savant d'origine ethnique allemande).

## Protection
En tant qu'unique pont de style Art Nouveau en République Tchèque, il est classé monument national (chráněná technická památka). Il est utilisé par les tramways, les voitures et les piétons.